# Wirtschaftsvereinigung zur Förderung der geistigen Wiederaufbaukräfte
Die Wirtschaftsvereinigung zur Förderung der geistigen Wiederaufbaukräfte wurde 1919 als Reaktion auf die Novemberrevolution von Vertretern der Deutschnationalen Volkspartei gegründet und war die Dachgesellschaft des Hugenberg-Konzerns.

## Ziele
Die Wirtschaftsvereinigung bestand aus zwölf Personen, daher wurde sie auch „12-Männer-Kollegium“ genannt. Ihre Mitglieder agierten im Verborgenen. Sie stammten wie Alfred Hugenberg auch aus der Schwerindustrie. Die Verbindung zur Schwerindustrie blieb für die Politik der Wirtschaftsvereinigung wichtig. Die Zusammenarbeit mit dem Verein für die bergbaulichen Interessen und dem Zechenverband blieb eng. So bezeichnete Hugenberg die Wirtschaftsvereinigung als „Tarnung des Zechenverbandes bzw. Bergbauvereins“. Neben der Vertretung industrieller Interessen war es ihr Hauptziel, einen national gesinnten Presse- und Propagandaapparat aufzubauen. So bezeichnete Ludwig Bernhard, der enge Mitarbeiter Hugenbergs, in seinem 1928 erschienenen Buch Der Hugenberg-Konzern als ersten Punkt der „wesentlichen und lebengebenden Grundanschauungen“ des Konzerns:
„Mangel an Heimatgefühl und Nationalgefühl führt zur Aushöhlung und zur Schwächung eines Volkes gegenüber anderen Völkern. Heimat- und Nationalgefühl sind daher zu stärken.“
Gegenüber diesem politischen Ziel war die Rentabilität des Unternehmens untergeordnet. Bernhard schrieb:
„Für die Entscheidung über Beteiligungen oder über die Begründung und den Ausbau der verschiedenen Unternehmungen ist in erster Linie die voraussichtliche politische Wirkung maßgebend und erst in zweiter Linie das geschäftliche Ergebnis.“

## Mitglieder
- Alfred Hugenberg,  von 1909 bis 1918 Vorsitzender des Direktoriums für Finanzwesen der Friedrich Krupp AG und ab 1918 Medienunternehmer (Hugenberg-Konzern)
- Emil Kirdorf, Industrieller
- Hans von Loewenstein zu Loewenstein, Geschäftsführer des Bergbauvereins
- Eugen Wiskott, stellvertretender Vorsitzender des Bergbauvereins
- Ludwig Bernhard, Nationalökonom und Hochschullehrer
- Leo Wegener, Direktor des Provinzialverbandes der Raiffeisen-Genossenschaften in Posen
- Albert Vögler, Vereinigte Stahlwerke AG, RWE, Präsidialmitglied des Reichsverbandes der Deutschen Industrie, Mitbegründer der Deutschen Volkspartei 1919
- Johann Bernhard Mann, Generalbevollmächtigter Hugenbergs
- Johann Neumann, Lübecker Senator, Mitglied der Hauptleitung des  Alldeutschen Verbandes
- Hermann Winkhaus, Generaldirektor des Köln-Neu-Essener Bergwerkvereins
- Franz Heinrich Witthoefft, Aufsichtsratsvorsitzender der Commerzbank
- Johann Becker, Reichswirtschaftsminister a. D.

| Firma                                    | Summe           |
| ---------------------------------------- | --------------- |
| Friedrich Krupp AG                       | 12.166.650 Mark |
| Gelsenkirchener Bergwerks-AG             | 5.135.140 Mark  |
| Zechenverband                            | 5.000.000 Mark  |
| Phoenix AG für Bergbau und Hüttenbetrieb | 4.776.111 Mark  |
| Hugo Stinnes GmbH                        | 4.401.300 Mark  |
| Rheinisch-Westfälisches Kohlensyndikat   | 1.850.000 Mark  |
| Gesamt                                   | 33.329.401 Mark |